# Metralhadora Johnson M1941
A M1941 ou Johnson é uma metralhadora leve estadunidense, que foi usada na Segunda Guerra Mundial. No Exército dos Estados Unidos era oficialmente denominada Machine Gun, Cal. .30, M1941.

## Origem
No decorrer da Segunda Guerra Mundial, o exército americano se viu carente de uma metralhadora leve que pudesse dar apoio para suas tropas (coisa que a BAR não fazia com eficiência), por isso o corpo de Fuzileiros Navais resolveram experimentar a metralhadora Johnson M1941.

## Desenvolvimento
A metralhadora Johnson M1941 era uma arma que foi desenvolvida junto com o fuzil Johnson M1941 e empregava o mesmo método de acionamento do mecanismo (recuo do cano). Era desenhada para disparar com o ferrolho fechado, para melhor precisão; quando disparada no modo automático o ferrolho permanecia aberto entre os disparos para evitar o superaquecimento da câmara. O carregador era fixo, horizontal e situado no lado esquerdo comportando apenas 20 cartuchos (o mesmo defeito da BAR) e era alimentado pelo lado esquerdo do receptor. 
Sua produção acabou prematuramente em 1944, seu desenho estranho tinha muitas características boas, embora jamais fosse uma genuína metralhadora leve no sentido geralmente aceito do termo. Era leve demais e o seu mecanismo carecia de potência suficiente para ação contínua em condições ruins. Talvez com mais tempo e pesquisa, a metralhadora Johnson tivesse se mostrado uma excelente arma, sendo assim adotada por todo exército americano, mas isso não aconteceu e o fogo de apoio continuou sendo fornecido pela veterana da Primeira Guerra Mundial, a Browning M1917 A1.